# Mikoyan-Gurevich E-8

El Mikoyan-Gurevich E-8 (también nombrado como Mikoyan-Gurevich Ye-8) fue un prototipo para un caza interceptor supersónico desarrollado en la Unión Soviética por el Buró de Diseño Mikoyan-Gurevich con el objetivo de reemplazar al caza MiG-21. Se construyeron 2 prototipos en los años 1960 y 1961.

## Desarrollo
Los dispositivos de entrada de aire originales del MiG-21 fueron trasladados bajo el fuselaje en una manera muy similar a como se vieron los del F-16 años después. De esta forma la nariz del avión podía ser rediseñada para llevar un radar mucho más potente y darle la habilidad de portar misiles aire-aire de mayor rango y efectividad. Dispositivos canards fueron añadidos en el área de nariz antes de la cabina, aunque estaban fijos y actuaban como desestabilizadores, confiriéndole una mayor efectividad a las superficies de gobierno. Las alas, estabilizadores, área central del fuselaje y trenes son los mismos que los del MiG-21.
Los dos prototipos construidos volaron por vez primera en el año de 1962, ambos estaban equipados con un motor de nuevo tipo, el Tumansky R-21F-300, el cual resultó ser muy perspectivo para la época.
El 11 de septiembre de 1962, en uno de los vuelos de prueba a alta cota y alta velocidad, se produce una ruptura de los álabes de la 6ª etapa del compresor cuando el aparato volaba a una velocidad de M=2.15 y 15000 m de altura; los fragmentos destrozaron el sistema hidráulico, perforaron el fuselaje, incendiando los depósitos de combustible; instantes después, el motor explota en pleno vuelo y hace saltar por los aires la parte trasera del fuselaje, destrozando el prototipo. El piloto Georgy Konstantinovich Mosolov intenta, sin éxito, controlar el aparato en llamas, solicitando al control de tierra permiso para eyectarse del avión siniestrado. Tras informar de que la cabina estaba en llamas y que estaba quemándose, Mosolov se eyectó del aparato a 10000 m de altitud y M=1.78. El impacto contra la corriente de aire le dejó inconsciente, pero los sistemas de activación automática funcionaron correctamente. El AD-3 separó al piloto del asiento a los 3 segundos de la eyección y el KAP-3 le abrió automáticamente el paracaídas de emergencia a la altura determinada. Mosolov presentaba fracturas múltiples en el brazo y pierna izquierdo y el brazo derecho, por lo que no hubiese podido abrir el paracaídas. Al llegar a tierra estuvo 3 horas sin poder moverse hasta que un campesino, que había visto la campana del paracaídas, pudo socorrerle. Antes de que el labrador partiese en busca de ayuda médica, Mosolov le hizo memorizar el informe del vuelo, para que diese las novedades a los ingenieros de la compañía Mikoyan-Gurevich en caso de que muriese antes de que llegara el equipo de rescate. Afortunadamente, pudo ser llevado, e internado en estado grave, en el hospital, donde pasó un año para recuperarse de sus heridas.
Debido al accidente ocurrido y a problemas técnicos complejos, se decidió abandonar el desarrollo del avión. Más tarde muchos elementos pudieron ser empleados para el desarrollo del caza MiG-23, como el misil R-23 y el radar Sapfir-23

## Especificaciones
Referencia datos: MiG: Fifty Years of Secret Aircraft Design

### Características generales
- Tripulación: 1
- Longitud: 14.90 m
- Envergadura: 7.15 m
- Superficie alar: 23.13 m²
- Peso cargado: 6800 kg
- Peso máximo al despegue: 8200 kg
- Planta motriz:  1× R-21F-300 Tumansky.
  - Empuje normal: 46,1 kN (4696 kgf; 10 353 lbf)
  - Empuje con postquemador: 70,6 kN (7194 kgf; 15 860 lbf)

### Rendimiento
- Velocidad máxima operativa (Vno): 2230 km/h (1204 nudos, 1386 mph) at 12,000 m (39 360 ft)[3]
- Techo de vuelo: 20,000m (65,600 ft)

### Armamento
- Misiles: Se planeaban:
- Misiles aire-aire: 
R-13M
Molniya R-60
Vympel R-23/24